# Nobis Printen
Nobis Printen ist eine seit 1858 bestehende, familiengeführte Aachener Traditionsbäckerei mit 46 Bäckereien, Bäckerei-Cafés und Printen-Spezialgeschäften in und um Aachen. Das Sortiment umfasst Brot, Brötchen, Feinbackwaren wie Kuchen und Teilchen sowie Snacks. Zu den Hausspezialitäten gehören der Butter-Poschweck, Aachener Printen, Domspitzen und weiteres Weihnachtsgebäck wie Christstollen, Spekulatius und Zimtsterne.

## Geschichte
Nobis Printen wurde 1858 von Bäckermeister Johannes Michael Nobis an der Aachener Pontstraße gegründet. Sein Sohn, Bäckermeister Josef Nobis, übernahm die Bäckerei 1895 und eröffnete 1923 eine zweite Bäckerei an der Sandkaulstraße, die später wiederum von einem seiner Söhne, Bäckermeister Franz Nobis, weitergeführt wurde. 1932 eröffnete ein weiterer Sohn von Josef Nobis, Bäckermeister Heinz Nobis, mit seiner Frau Netty eine Bäckerei an der Kaiserallee, der heutigen Oppenhoffallee. Diese Bäckerei ist heute das älteste bestehende Geschäft von Nobis Printen.
Josef Nobis jun. übernahm 1938 die Bäckerei an der Pontstraße von seinem Vater und führte das Unternehmen bis 2002. Die noch heute bestehenden Bäckereien an der Hotmannspief, der Krämerstraße und der Wirichsbongardstraße wurden in den 1950er Jahren eröffnet. Seit dieser Zeit führt die Bäckerei den Zusatz „Printen“ im Namen.
Bäckermeister Michael Johannes Nobis, der Sohn von Josef Nobis jun., trat 1993 in die Geschäftsführung des weiterhin als Handwerk geführten Unternehmens ein. 1994 wurde an der Charlottenburger Allee ein Bäckereineubau in Betrieb genommen, der 2005, 2013, 2017 und 2024 erweitert wurde.

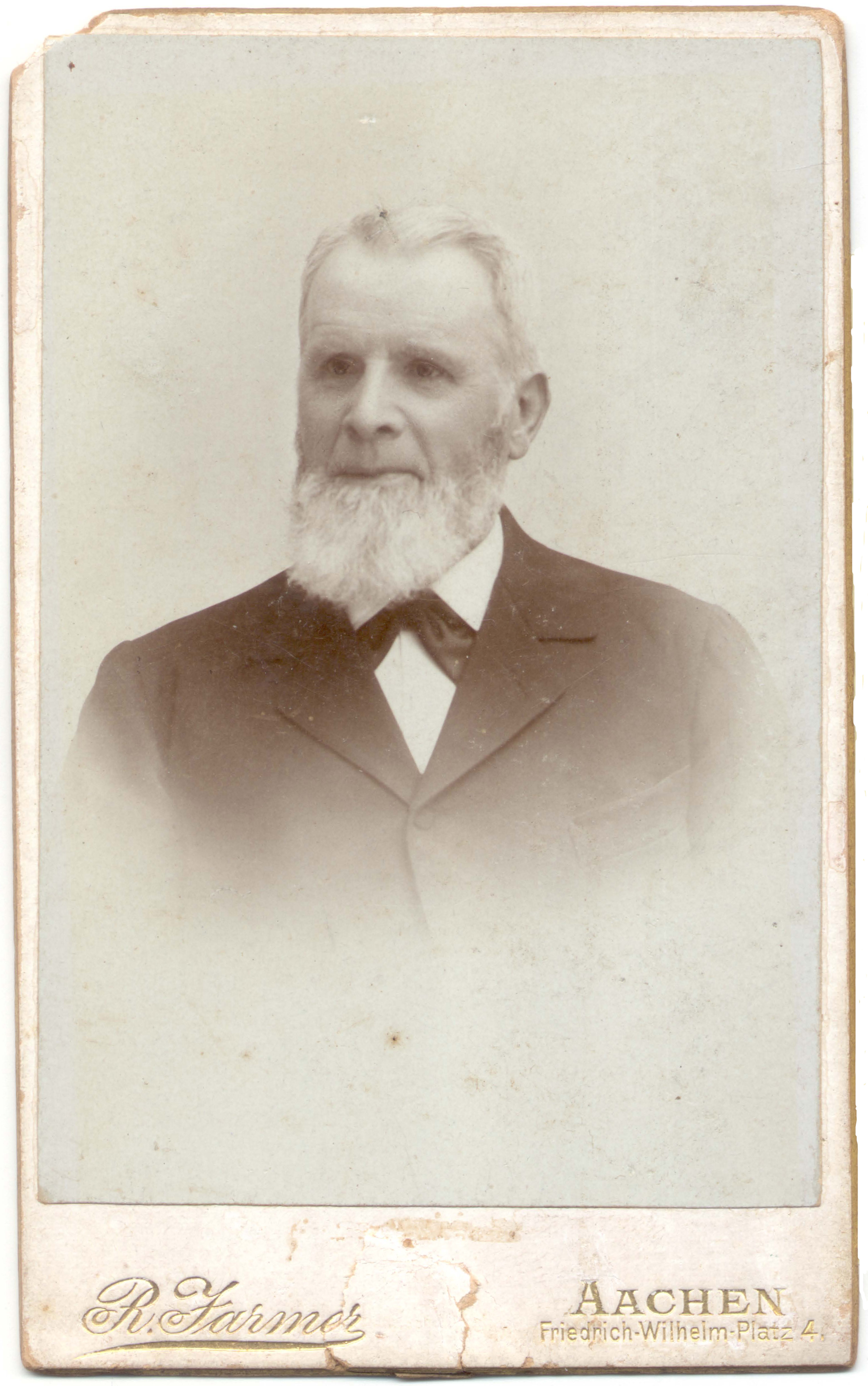
Nobis-Gründer Johann Michael Nobis

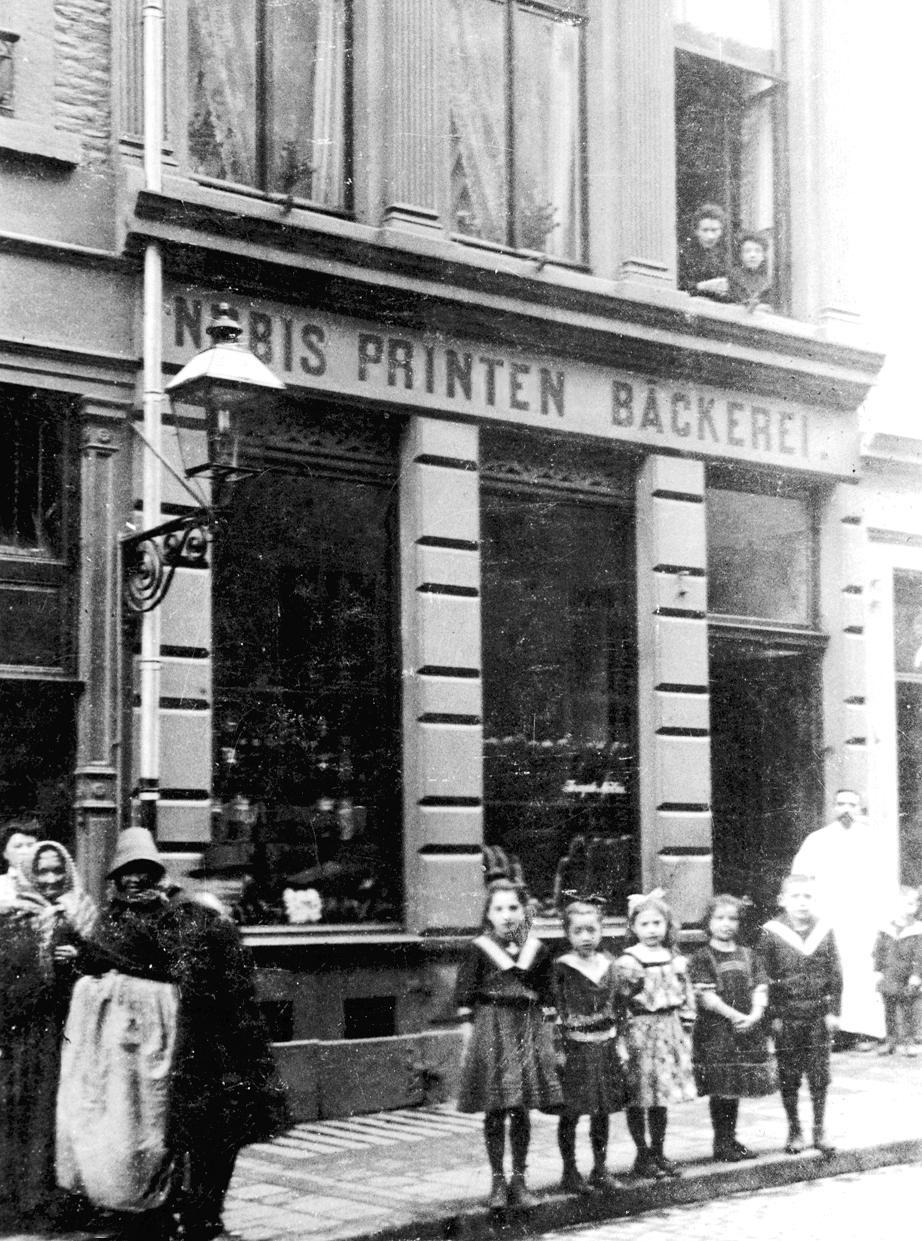
Erste Nobis-Bäckerei, Pontstraße

## Auszeichnungen
- Das internationale Gourmet-Journal Der Feinschmecker empfiehlt in der Ausgabe "Kulinarisch Einkaufen" 4/2012 Nobis Printen als eine von 500 Adressen in Deutschland.[2]
- Alljährlich hat Nobis Printen außerdem die goldene DLG-Medaille und das goldene CMA-Gütezeichenband für die Aachener Printen und den Butter-Poschweck erhalten. Im Jahr 2007 wurde Nobis Printen zudem für hervorragende Verdienste zur Qualitätsförderung mit der Ehrenurkunde für 15-jährige erfolgreiche Teilnahme geehrt.[3]
- Nobis Printen wurde 2024 als einziger Aachener Printenbäcker zum elften Mal in Folge vom Ministerium für Landwirtschaft und Verbraucherschutz NRW mit dem Preis Meister.Werk.NRW ausgezeichnet.[4]
- Fairtrade Deutschland führt Nobis Printen als Partner bei Fairtrade Schokolade und Kaffee[5]

Die Nobis-Initiative wurde im Jahr 2008 zum 150-jährigen Bestehen von Nobis Printen ins Leben gerufen. Sie unterstützt Hilfsorganisationen, karitative Einrichtungen, Kindergärten und Pfarren in der Städteregion Aachen bei Projekten zum Thema Ernährung für Kinder. Die Nobis-Initiative fördert Projekte, die nachhaltig die gesunde Ernährung der betreuten Kinder und Jugendlichen sicherstellen. Dabei steht auch die Vermittlung von Zusammengehörigkeit und der Wichtigkeit gesunder Ernährung im Fokus.
2011 erhielt Inhaber Michael Nobis den Preis „Aachen Sozial“, verliehen durch «Die Familienunternehmer - ASU».